# Athlone
Athlone (Baile Átha Luain in het Iers, ofwel "Stad van de voorde van Luan") is een stadje in het midden van Ierland.
Athlone is vanwege zijn ligging aan de weg Mullingar-Galway (oorspronkelijk de N6 nu de M6) en de rivier Shannon een historische handelsplaats. Het station is een bescheiden knooppunt met verbindingen naar Westport, Galway en Dublin.
Het is ook de grensplaats tussen de county's Westmeath en Roscommon. Waar de Shannon steeds de grens vormt tussen beide graafschappen, hoort het deel van Athlone op de westoever bij Westmeath.
Belangrijkste bezienswaardigheid is Athlone Castle. Daarnaast kan het geboortehuis van John Mccormack worden bekeken.
De Britse adellijke titel Graaf van Athlone is naar deze plaats genoemd. De titel werd in 1692 geschonken aan baron Godard van Reede, heer van Ginckel, als dank voor zijn succesvolle veldslagen in Ierland.

## Geboren
- Morgan Fox (1974), wielrenner